# حياة صموئيل جونسون
حياة صموئيل جونسون ،(1791) سيرة للدكتور صموئيل جونسون كتبها جيمس بوزويل. كان العمل نجاحًا شائعًا وحاسمًا عند نشره لأول مرة. ويعتبر بمثابة مرحلة مهمة في تطوير النوع الحديث من السيرة الذاتية ؛ وقد ادعى الكثيرون أنها أكبر سيرة مكتوبة باللغة الإنجليزية، لكن بعض النقاد المعاصرين يعارضون أن العمل لا يمكن اعتباره سيرة ذاتية مناسبة. في حين أن معارف بوسويل الشخصية لموضوعه بدأ فقط في عام 1763 ، عندما كان جونسون يبلغ من العمر 54 عامًا، غطى بوسويل مجمل حياة جونسون عن طريق إجراء بحث إضافي. تأخذ السيرة الذاتية العديد من الحريات الحرجة مع حياة جونسون، حيث يقوم بوزويل بإجراء تغييرات مختلفة على اقتباسات جونسون وحتى الرقابة على الكثير من التعليقات. ومع ذلك، فقد وجد كتاب السيرة الذاتية الحديث أن سيرة بوسويل مصدرًا مهمًا للمعلومات عن جونسون وأزمانه.